# Jolanda Cools-van Dongen
Pour les articles homonymes, voir Cools et Van Dongen.
Jolanda Cools-van Dongen, née le 30 août 1968 à Waalwijk, est une coureuse cycliste néerlandaise.

## Biographie
La carrière cycliste de Jolanda Cools-van Dongen a traversé deux périodes : de 1985 à 1991 et de 2001 à 2006.

## Palmarès sur route

### Palmarès par années
- 1987
  - 2e du championnat des Pays-Bas sur route
  - 2e de Parel van de Veluwe
- 1988
  - 3e étape du Tour d`Aquitaine
  - Zoetermeer
  - Denderleeuw
- 1989
  - Zwijndrecht
  - 3e de Hel van het Mergelland
- 1990
  - Berkelse Wielerdag
- 1991
  - Kwadendamme
  - 3e de Omloop Groeistad Amersfoort
- 2003
  -  Championne des Pays-Bas du contre-la-montre
  - 2e de Le Bizet
- 2005
  - Gouda
- 2006
  - Oostduinkerke